# Lijst van voetbalinterlands Chili - Ecuador
Deze lijst van voetbalinterlands is een overzicht van alle officiële voetbalwedstrijden tussen de nationale teams van Chili en Ecuador. Beide Zuid-Amerikaanse landen speelden tot op heden 55 keer tegen elkaar, te beginnen met een wedstrijd in de strijd om de Copa América 1939, die werd gespeeld op 5 februari 1939 in Lima (Peru). Het laatste duel, een kwalificatiewedstrijd voor het Wereldkampioenschap voetbal 2026, vond plaats in Santiago op 25 maart 2025.

## Wedstrijden
| №  | Plaats       | Datum             | Competitie           | Wedstrijd       | Uitslag |
| -- | ------------ | ----------------- | -------------------- | --------------- | ------- |
| 1  | Lima         | 5 februari 1939   | Copa América 1939    | Chili – Ecuador | 4 – 1   |
| 2  | Santiago     | 2 februari 1941   | Copa América 1941    | Chili – Ecuador | 5 – 0   |
| 3  | Montevideo   | 5 februari 1942   | Copa América 1942    | Ecuador – Chili | 1 – 2   |
| 4  | Santiago     | 14 januari 1945   | Copa América 1945    | Chili – Ecuador | 6 – 3   |
| 5  | Guayaquil    | 11 december 1947  | Copa América 1947    | Ecuador – Chili | 0 – 3   |
| 6  | São Paulo    | 17 april 1949     | Copa América 1949    | Chili – Ecuador | 1 – 0   |
| 7  | Lima         | 19 maart 1953     | Copa América 1953    | Ecuador – Chili | 0 – 3   |
| 8  | Santiago     | 27 februari 1955  | Copa América 1955    | Chili – Ecuador | 7 – 1   |
| 9  | Lima         | 24 maart 1957     | Copa América 1957    | Chili – Ecuador | 2 – 2   |
| 10 | Guayaquil    | 15 augustus 1965  | WK 1966 kwalificatie | Ecuador – Chili | 2 – 2   |
| 11 | Santiago     | 22 augustus 1965  | WK 1966 kwalificatie | Chili – Ecuador | 3 – 1   |
| 12 | Lima         | 12 oktober 1965   | WK 1966 kwalificatie | Ecuador – Chili | 1 – 2   |
| 13 | Santiago     | 27 juli 1969      | WK 1970 kwalificatie | Chili – Ecuador | 4 – 1   |
| 14 | Guayaquil    | 3 augustus 1969   | WK 1970 kwalificatie | Ecuador – Chili | 1 – 1   |
| 15 | Natal        | 14 juni 1972      | Vriendschappelijk    | Chili – Ecuador | 2 – 1   |
| 16 | Guayaquil    | 24 april 1973     | Vriendschappelijk    | Ecuador – Chili | 1 – 1   |
| 17 | Guayaquil    | 27 februari 1977  | WK 1978 kwalificatie | Ecuador – Chili | 0 – 1   |
| 18 | Santiago     | 20 maart 1977     | WK 1978 kwalificatie | Chili – Ecuador | 3 – 0   |
| 19 | Santiago     | 13 juni 1979      | Vriendschappelijk    | Chili – Ecuador | 0 – 0   |
| 20 | Guayaquil    | 21 juni 1979      | Vriendschappelijk    | Ecuador – Chili | 2 – 1   |
| 21 | Guayaquil    | 24 mei 1981       | WK 1982 kwalificatie | Ecuador – Chili | 0 – 0   |
| 22 | Santiago     | 14 juni 1981      | WK 1982 kwalificatie | Chili – Ecuador | 2 – 0   |
| 23 | Quito        | 3 maart 1985      | WK 1986 kwalificatie | Ecuador – Chili | 1 – 1   |
| 24 | Santiago     | 17 maart 1985     | WK 1986 kwalificatie | Chili – Ecuador | 6 – 2   |
| 25 | La Serena    | 13 september 1988 | Vriendschappelijk    | Chili – Ecuador | 3 – 1   |
| 26 | Asunción     | 29 september 1988 | Vriendschappelijk    | Chili – Ecuador | 0 – 0   |
| 27 | Guayaquil    | 29 januari 1989   | Vriendschappelijk    | Ecuador – Chili | 1 – 0   |
| 28 | Goiana       | 10 juli 1989      | Copa América 1989    | Chili – Ecuador | 2 – 1   |
| 29 | Guayaquil    | 19 juni 1991      | Vriendschappelijk    | Ecuador – Chili | 2 – 1   |
| 30 | Santiago     | 30 juni 1991      | Vriendschappelijk    | Chili – Ecuador | 3 – 1   |
| 31 | Quito        | 9 juni 1993       | Vriendschappelijk    | Ecuador – Chili | 1 – 2   |
| 32 | Santiago     | 6 juli 1996       | WK 1998 kwalificatie | Chili – Ecuador | 4 – 1   |
| 33 | Quito        | 8 juni 1997       | WK 1998 kwalificatie | Ecuador – Chili | 1 – 1   |
| 34 | Cochabamba   | 17 juni 1997      | Copa América 1997    | Ecuador – Chili | 2 – 1   |
| 35 | Santiago     | 23 juni 1999      | Vriendschappelijk    | Chili – Ecuador | 0 – 0   |
| 36 | Quito        | 8 oktober 2000    | WK 2002 kwalificatie | Ecuador – Chili | 1 – 0   |
| 37 | Barranquilla | 11 juli 2001      | Copa América 2001    | Chili – Ecuador | 4 – 1   |
| 38 | Santiago     | 14 november 2001  | WK 2002 kwalificatie | Chili – Ecuador | 0 – 0   |
| 39 | Quito        | 10 oktober 2004   | WK 2006 kwalificatie | Ecuador – Chili | 2 – 0   |
| 40 | Viña del Mar | 9 februari 2005   | Vriendschappelijk    | Chili – Ecuador | 3 – 0   |
| 41 | Santiago     | 12 oktober 2005   | WK 2006 kwalificatie | Chili – Ecuador | 0 – 0   |
| 42 | Puerto Ordaz | 27 juni 2007      | Copa América 2007    | Chili – Ecuador | 3 – 2   |
| 43 | Quito        | 12 oktober 2008   | WK 2010 kwalificatie | Ecuador – Chili | 1 – 0   |
| 44 | Santiago     | 14 oktober 2009   | WK 2010 kwalificatie | Chili – Ecuador | 1 – 0   |
| 45 | New York     | 15 augustus 2012  | Vriendschappelijk    | Ecuador – Chili | 3 – 0   |
| 46 | Quito        | 12 oktober 2012   | WK 2014 kwalificatie | Ecuador − Chili | 3 − 1   |
| 47 | Santiago     | 15 oktober 2013   | WK 2014 kwalificatie | Chili − Ecuador | 2 − 1   |
| 48 | Santiago     | 11 juni 2015      | Copa América 2015    | Chili − Ecuador | 2 − 0   |
| 49 | Quito        | 6 oktober 2016    | WK 2018 kwalificatie | Ecuador − Chili | 3 − 0   |
| 50 | Santiago     | 5 oktober 2017    | WK 2018 kwalificatie | Chili − Ecuador | 2 − 1   |
| 51 | Salvador     | 21 juni 2019      | Copa América 2019    | Ecuador – Chili | 1 – 2   |
| 52 | Quito        | 5 september 2021  | WK 2022 kwalificatie | Ecuador − Chili | 0 − 0   |
| 53 | Santiago     | 16 november 2021  | WK 2022 kwalificatie | Chili − Ecuador | 0 − 2   |
| 54 | Quito        | 21 november 2023  | WK 2026 kwalificatie | Ecuador − Chili | 1 − 0   |
| 55 | Santiago     | 25 maart 2025     | WK 2026 kwalificatie | Chili − Ecuador | 0 − 0   |

## Samenvatting
| Competitie        | Totaal gespeeld | Winst Chili | Gelijk | Winst Ecuador | Doelsaldo Chili – Ecuador |
| ----------------- | --------------- | ----------- | ------ | ------------- | ------------------------- |
| WK-kwalificatie   | 27              | 11          | 9      | 7             | 36 − 26                   |
| Copa América      | 15              | 13          | 1      | 1             | 47 − 15                   |
| Vriendschappelijk | 13              | 5           | 4      | 4             | 16 − 13                   |
| Totaal            | 55              | 29          | 14     | 12            | 99 − 54                   |

Wedstrijden bepaald door strafschoppen worden, in lijn met de FIFA, als een gelijkspel gerekend.

## Details

### Eerste ontmoeting
| Copa América 1939 (Lima, Peru, 5 februari 1939):                    |       |                   |
| Chili                                                               | 4 – 1 | Ecuador           |
| Raúl Toro 6' José Avendaño 15' Enrique Sorrel 19' José Avendaño 79' | goals | 35' Manuel Arenas |

### Tweede ontmoeting
| Copa América 1941 (Santiago, Chili, 2 februari 1941):                                    |       |         |
| Chili                                                                                    | 5 – 0 | Ecuador |
| Raúl Toro 10' Raúl Pérez 15' Enrique Sorrel 18' Armando Contreras 43' Enrique Sorrel 78' | goals |         |

### Derde ontmoeting
| Copa América 1942 (Montevideo, Uruguay, 5 februari 1942): |       |                                           |
| Ecuador                                                   | 1 – 2 | Chili                                     |
| Marino Alcívar 5'                                         | goals | 20' Alfonso Domínguez 42' Benito Armingol |

### Vierde ontmoeting
| Copa América 1945 (Santiago, Chili, 14 januari 1945):                                                                   |       |                                                                             |
| Chili | 6 – 3 | Ecuador                                                                     |
| Juan Alcántara 28' Erasmo Vera 29' Francisco Hormazábal 45' Juan Alcántara 59' Guillermo Clavero 70' Juan Alcántara 81' | goals | 30' Enrique Raymondi Chávez 44' José María Jiménez 51' Luis Antonio Mendoza |

### Vijfde ontmoeting
| Copa América 1947 (Guayaquil, Ecuador, 11 december 1947): |       |                                                              |
| Ecuador                                                   | 0 – 3 | Chili                                                        |
|                                                           | goals | 51' Jorge Peñaloza 62' Pedro Hugo López 72' Pedro Hugo López |

### Zesde ontmoeting
| Copa América 1949 (São Paulo, Brazilië, 17 april 1949): |       |         |
| Chili                                                   | 1 – 0 | Ecuador |
| Carlos Rodolfo Rojas 4'                                 | goals |         |

### Vijftiende ontmoeting
| Taça Independência (Natal, Brazilië, 14 juni 1972): |       |                 |
| Chili                                               | 2 – 1 | Ecuador         |
| Carlos Caszely ??' Julio Crisosto ??'               | goals | ??' Félix Lasso |
| - Debuut van Marcos Guime voor Ecuador.             |       |                 |

### Zestiende ontmoeting
| Vriendschappelijk (Guayaquil, Ecuador, 24 april 1973): |       |                    |
| Ecuador                                                | 1 – 1 | Chili              |
| Marcos Guime ??'                                       | goals | ??' Carlos Caszely |

### Zeventiende ontmoeting
| WK 1978 kwalificatie (Guayaquil, Ecuador, 27 februari 1977): |       |                         |
| Ecuador                                                      | 0 – 1 | Chili                   |
|                                                              | goals | 33' Miguel Ángel Gamboa |

### Achttiende ontmoeting
| WK 1978 kwalificatie (Santiago, Chili, 20 maart 1977):   |       |         |
| Chili                                                    | 3 – 0 | Ecuador |
| Elías Figueroa 29' Osvaldo Castro 40' Elías Figueroa 55' | goals |         |

### Negentiende ontmoeting
| Vriendschappelijk (Santiago, Chili, 20 maart 1977): |       |         |
| Chili                                               | 0 – 0 | Ecuador |
|                                                     | goals |         |

### Twintigste ontmoeting
| Vriendschappelijk (Guayaquil, Ecuador, 21 juni 1979): |       |                     |
| Ecuador                                               | 2 – 1 | Chili               |
| Carlos Torres ??' Jorge Vinicio Ron ??'               | goals | ??' Gustavo Moscoso |

### 21ste ontmoeting
| WK 1982 kwalificatie (Guayaquil, Ecuador, 24 mei 1981): |       |       |
| Ecuador                                                 | 0 – 0 | Chili |
|                                                         | goals |       |

### 22ste ontmoeting
| WK 1982 kwalificatie (Santiago, Chili, 14 juni 1981): |       |         |
| Chili                                                 | 2 – 0 | Ecuador |
| Carlos Rivas 10' Carlos Caszely 50'                   | goals |         |

### 23ste ontmoeting
| WK 1986 kwalificatie (Quito, Ecuador, 3 maart 1985): |              |                          |
| Ecuador                                              | 1 – 1        | Chili                    |
| Hans Maldonado 43' (pen.)                            | goals        | 32' Juan Carlos Letelier |
| Hólger Quiñónez 44'                                  | rode kaarten | 44' Juan Carlos Letelier |

### 24ste ontmoeting
| WK 1986 kwalificatie (Santiago, Chili, 17 maart 1985):                                                          |       |                                           |
| Chili | 6 – 2 | Ecuador                                   |
| Héctor Puebla 21' Carlos Caszely 30' Alejandro Hisis 35' Carlos Caszely 40' Jorge Aravena 50' Jorge Aravena 89' | goals | 38' Fernando Baldeón 43' Fernando Baldeón |

### 25ste ontmoeting
| Vriendschappelijk (La Serena, Chili, 13 september 1988):       |       |                   |
| Chili                                                          | 3 – 1 | Ecuador           |
| Sergio Salgado 6' Marcelo Álvarez 66' Wilson Macías 87' (e.d.) | goals | 72' Hamilton Cuvi |

### 26ste ontmoeting
| Chili | 0 – 0 | Ecuador |
|       | goals |         |

### 27ste ontmoeting
| Vriendschappelijk (Guayaquil, Ecuador, 29 januari 1989): |              | |
| Ecuador | 1 – 0        | Chili |
| Raúl Avilés 41' | goals        | |
| Dušan Draškovic | bondscoach   | Orlando Aravena |
| Carlos Luis Morales Tulio Quinteros 54' Wilson Macías Hólger Quiñónez Luis Capurro Álex Aguinaga Pietro Marsetti 58' Kléber Fajardo Hamilton Cuvi 58' Byron Tenorio 72' Raúl Avilés | opstellingen | Óscar Wirth Leonel Contreras Daniel Ahumada Jorge Carrasco Claudio Figueroa 62' Lester Lacroix Jaime Ramírez Iván Valdés 62' Carlos Ramos 46' Cristian Olguin 46' Ramón Pérez |
| Claudio Alcívar 54' Jesús Cardénas 58' José Minda 58' Enrique Verduga 72' | wissels      | 46' Guillermo Carreño 46' Marcelo Álvarez 62' Juan Carlos Hernández 62' Rubén Martínez                                                                                        |

### 28ste ontmoeting
| Copa América 1989 (Goiana, Brazilië, 10 juli 1989): |              | |
| Chili | 2 – 1        | Ecuador |
| Juvenal Olmos 44' Juan Carlos Letelier 88' | goals        | 89' Raúl Avilés |
| Orlando Aravena | bondscoach   | Dušan Draškovic |
| Marco Cornez Patricio Reyes Hugo González Fernando Astengo Héctor Puebla Alejandro Hisis Oswaldo Hurtado 72' Jaime Pizarro Juvenal Olmos 62' Juan Carlos Letelier Jaime Ramírez | opstellingen | Carlos Luis Morales Jimmy Izquierdo Wilson Macías Hólger Quiñónez Luis Capurro Álex Aguinaga Julio César Rosero 46' Kléber Fajardo Hamilton Cuvi 59' Byron Tenorio Raúl Avilés |
| Jaime Vera 62' Juan Covarrubias 72' | wissels      | 46' Jimmy Montanero 59' Hermen Benítez |
| Juvenal Olmos 35' | gele kaarten | ??' Byron Tenorio |

### 29ste ontmoeting
| Vriendschappelijk (Guayaquil, Ecuador, 19 juni 1991): |              | |
| Ecuador | 2 – 1        | Chili |
| Juan Carlos Garay 7' José Guerrero 70' | goals        | 10' (pen.) Jaime Vera |
| Dušan Drašković | bondscoach   | Arturo Salah |
| Erwin Ramírez Byron Tenorio Freddy Bravo José Higinio Rivera Luis Capurro Ivo Ron ??' José Guerrero Juan Carlos Garay Nixon Carcelén ??' Robert Burbano ??' Patricio Hurtado ??' | opstellingen | Marco Cornez Andrés Romero Eduardo Vilches Javier Margas Lizardo Garrido Miguel Ramírez Fabián Estay Jaime Pizarro ??' Jaime Vera Hugo Rubio ??' Ivo Basay |
| Carlos Muñoz ??' Álex Aguinaga ??' Manuel Uquillas ??' Raúl Avilés ??' | wissels      | ??' Jorge Contreras ??' Aníbal González |
| - Doelpunt van Andrés Romero (Chili) afgekeurd in 89ste minuut. - Debuut van Patricio Hurtado, José Higinio Rivera en Manuel Uquillas voor Ecuador.                              |              | |

### 30ste ontmoeting
| Vriendschappelijk (Santiago, Chili, 30 juni 1991): |              | |
| Chili | 3 – 1        | Ecuador |
| Hugo Rubio 7' Hugo Rubio 28' Iván Zamorano 44' | goals        | 49' Álex Aguinaga |
| Arturo Salah | bondscoach   | Dušan Drašković |
| Patricio Toledo Andrés Romero Eduardo Vilches Lizardo Garrido Miguel Ramírez Jaime Pizarro Jorge Contreras ??' Rodrigo Gómez ??' Rubén Espinoza Hugo Rubio ??' Iván Zamorano | opstellingen | Erwin Ramírez Byron Tenorio Freddy Bravo José Higinio Rivera Luis Capurro Álex Aguinaga ??' José Guerrero ??' Juan Carlos Garay Nixon Carcelén ??' Carlos Muñoz Raúl Avilés |
| Patricio Yáñez ??' Fabián Estay ??' Jaime Vera ??' | wissels      | ??' Manuel Uquillas ??' Robert Burbano ??' Ángel Fernández |

### 31ste ontmoeting
| Vriendschappelijk (Quito, Ecuador, 9 juni 1993): |       |                                       |
| Ecuador                                          | 1 – 2 | Chili                                 |
| Raúl Avilés 29'                                  | goals | 23' Jaime Pizarro 25' Rodrigo Barrera |

### 32ste ontmoeting
| WK 1998 kwalificatie (Santiago, Chili, 6 juli 1996):                   |       |                   |
| Chili                                                                  | 4 – 1 | Ecuador           |
| Iván Zamorano 25' Marcelo Salas 75' Fabián Estay 83' Iván Zamorano 86' | goals | 73' Álex Aguinaga |

### 33ste ontmoeting
| WK 1998 kwalificatie (Quito, Ecuador, 8 juni 1997): |       |                   |
| Ecuador                                             | 1 – 1 | Chili             |
| Ariel Graziani 43'                                  | goals | 53' Marcelo Salas |

### 34ste ontmoeting
| Copa América 1997 (Cochabamba, Bolivia, 17 juni 1997): |       |                                    |
| Chili                                                  | 1 – 2 | Ecuador                            |
| Fernando Vergara 51'                                   | goals | 32' Ariel Graziani 55' José Gavica |

### 35ste ontmoeting
| Chili | 0 – 0 | Ecuador |
|       | goals |         |

### 36ste ontmoeting
| Ecuador             | 1 – 0 | Chili |
| Agustín Delgado 76' | goals |       |

### 37ste ontmoeting
| Ecuador          | 1 – 4 | Chili                                                                                   |
| Cleber Chalá 53' | goals | 29' Reinaldo Navia 73' Cristián Montecinos 85' Marcelo Corrales 90' Cristián Montecinos |

### 38ste ontmoeting
| WK 2002 kwalificatie (Santiago, Chili, 14 november 2001): |              | |
| Chili | 0 – 0        | Ecuador |
| | goals        | |
| Jorge Garcés | bondscoach   | Hernán Darío Gómez |
| Sergio Vargas Jorge Torres Héctor Robles Cristián Gómez 65' Darwin Pérez Luis Medina 46' Arturo Sanhueza 46' Raúl Muñoz Jaime Riveros Julio Gutiérrez Fernando Martel | opstellingen | José Cevallos Iván Hurtado Ulises de la Cruz Alfonso Obregón Luis Gómez 70' Iván Kaviedes Juan Carlos Burbano Marlon Ayoví Giovanny Espinoza Edison Méndez Ángel Fernández |
| Jorge Ormeño 46' Axel Ahumada 46' Patricio Almendra 65' | wissels      | 70' Carlos Tenorio |
| Flores Ahumada 66' | gele kaarten | 10' Alfonso Obregón 51' Marlon Ayoví 53' José Cevallos 86' Carlos Tenorio 90' Luis Gómez                                                                                   |

### 39ste ontmoeting
| WK 2006 kwalificatie (Quito, Ecuador, 10 oktober 2004): |              | |
| Ecuador | 2 – 0        | Chili |
| Iván Kaviedes 49' Edison Méndez 64' | goals        | |
| Luis Fernando Suárez | bondscoach   | Nelson Acosta |
| Edwin Villafuerte Ulises de la Cruz Iván Hurtado Giovanni Espinoza Raúl Guerrón Edison Méndez Edwin Tenorio Marlon Ayoví Walter Ayoví 46' Iván Kaviedes 88' Ebelio Ordóñez 61' | opstellingen | Nelson Tapia Ricardo Rojas Luis Fuentes Rafael Olarra Pablo Contreras 46' Fernando Martel Juan González Rodrigo Meléndez 58' Rodrigo Valenzuela 78' Patricio Galaz Marcelo Salas |
| Franklin Salas 46' Paúl Ambrossi 61' Ángel Fernández 88' | wissels      | 46' Jean Beausejour 58' Milován Mirosevic 78' Ignacio Quinteros |
| | gele kaarten | 55' Pablo Contreras |

### 40ste ontmoeting
| Vriendschappelijk (Viña del Mar, Chili, 9 februari 2005):    |       |         |
| Chili                                                        | 3 – 0 | Ecuador |
| Claudio Maldonado 25' Mark González 35' Mauricio Pinilla 83' | goals |         |

### 41ste ontmoeting
| WK 2006 kwalificatie (Santiago, Chili, 12 oktober 2005): |       |         |
| Chili                                                    | 0 – 0 | Ecuador |
|                                                          | goals |         |

### 42ste ontmoeting
| Copa América 2007 (Puerto Ordaz, Venezuela, 27 juni 2007): |              | |
| Chili | 3 – 2        | Ecuador |
| Humberto Suazo 20' Humberto Suazo 80' Carlos Villanueva 87' | goals        | 16' Luis Antonio Valencia 23' Cristian Benítez |
| Nelson Acosta | bondscoach   | Luis Fernando Suárez |
| Claudio Bravo Álvaro Ormeño Jorge Vargas Pablo Contreras Mark González Matías Fernández 46' Rodrigo Meléndez 73' Arturo Sanhueza Jorge Valdivia Reinaldo Navia 46' Humberto Suazo | opstellingen | Cristian Mora Ulises de la Cruz Iván Hurtado Giovanny Espinoza Óscar Bagüí Luis Antonio Valencia Edwin Tenorio Segundo Castillo Edison Méndez 76' Carlos Tenorio Cristian Benítez |
| Miguel Riffo 46' Juan Gonzalo Lorca 46' Carlos Villanueva 73' | wissels      | 76' Felipe Caicedo |
| Jorge Vargas 11' | gele kaarten | 14' Ulises de la Cruz 44' Edwin Tenorio 77' Edison Méndez |

### 43ste ontmoeting
| WK 2010 kwalificatie (Quito, Ecuador, 12 oktober 2008): |       |       |
| Ecuador                                                 | 1 – 0 | Chili |
| Cristian Benítez 70'                                    | goals |       |

### 44ste ontmoeting
| WK 2010 kwalificatie (Santiago, Chili, 14 oktober 2009): |              | |
| Chili | 1 – 0        | Ecuador |
| Humberto Suazo 53' | goals        | |
| Marcelo Bielsa | bondscoach   | Sixto Vizuete |
| Claudio Bravo Waldo Ponce Roberto Cereceda 78' Arturo Vidal 65' Gary Medel Rodrigo Millar Jorge Valdivia Manuel Iturra Jean Beausejour 32' Humberto Suazo Alexis Sánchez | opstellingen | Marcelo Elizaga Neicer Reasco Jorge Guagua Iván Hurtado 77' Edison Méndez 59' Cristian Lara Fernando Hidalgo Jefferson Montero Segundo Castillo Walter Ayoví Cristian Benítez |
| Esteban Paredes 32' Gonzalo Jara 65' Ismael Fuentes 78' | wissels      | 59' Joao Rojas 77' Edmundo Zura |
| Gary Medel 32' Humberto Suazo 49' Roberto Cereceda 68' | gele kaarten | 38' Jorge Guagua 86' Fernando Hidalgo |
| | rode kaarten | 22', 84' Segundo Castillo |

### 45ste ontmoeting
| Vriendschappelijk (New York, Verenigde Staten, 15 augustus 2012): |              | |
| Ecuador | 3 – 0        | Chili |
| Narciso Mina 10' Jaime Ayoví 14' Jefferson Montero 66' | goals        | |
| Reinaldo Rueda | bondscoach   | Claudio Borghi |
| Alexander Domínguez Jairo Campos 46' Frickson Erazo Luis Antonio Valencia Jefferson Montero 85' Luis Saritama Segundo Castillo Walter Ayoví 76' Narciso Mina 46' Juan Carlos Paredes 85' Jaime Ayoví 65' | opstellingen | Miguel Pinto Marcos González 85' Eugenio Mena Carlos Labrín José Rojas 46' Fernando Meneses Charles Aránguiz Gary Medel Humberto Suazo 46' Eduardo Vargas Alexis Sánchez |
| Jorge Guagua 46' Cristian Benítez 46' Dennys Quiñónez 65' Diego Calderón 76' Juan Anangono 85' Gabriel Achilier 85'                                                                                      | wissels      | 46' Braulio Leal 46' Cristóbal Jorquera 65' César Cortés |
| Jaime Ayoví 49' Segundo Castillo 73' Luis Saritama 80' | gele kaarten | 44' Alexis Sánchez 73' Gary Medel 78' Humberto Suazo |

### 46ste ontmoeting
| WK 2014 kwalificatie (Quito, Ecuador, 12 oktober 2012): |              | |
| Ecuador | 3 – 1        | Chili |
| Felipe Caicedo 33' Felipe Caicedo 56' Segundo Castillo 90' | goals        | 25' (e.d.) Juan Carlos Paredes |
| Reinaldo Rueda | bondscoach   | Claudio Borghi |
| Alexander Domínguez Frickson Erazo Gabriel Achilier Luis Saritama Joao Rojas 74' Renato Ibarra 78' Segundo Castillo Walter Ayoví Juan Carlos Paredes Cristian Benítez Felipe Caicedo 68' | opstellingen | Miguel Pinto Pablo Contreras Gonzalo Jara Mauricio Isla Osvaldo González 68' Felipe Seymour 60' Matías Fernández Arturo Vidal Marcelo Díaz 78' Jean Beausejour Alexis Sánchez |
| Jaime Ayoví 68' Christian Noboa 74' Jefferson Montero 78' Adrián Bone Máximo Banguera Jorge Guagua Diego Calderón Oswaldo Minda Michael Arroyo Narciso Mina José Madrid                  | wissels      | 60' Junior Fernandes 68' Marcos González 78' Eduardo Vargas Cristopher Toselli Cristián Vilches Yerson Opazo Hans Martínez Manuel Iturra Felipe Gutiérrez Sebastián Pinto     |
| Felipe Caicedo 31' Luis Saritama 84' | gele kaarten | 75' Osvaldo González |
| | rode kaarten | ??', 54' Pablo Contreras 86' Arturo Vidal |
| - Felipe Caicedo mist namens Ecuador strafschop in de 55ste minuut. |              | |

### 47ste ontmoeting
| WK 2014 kwalificatie (Santiago, Chili, 15 oktober 2013): |              | |
| Chili | 2 – 1        | Ecuador |
| Alexis Sánchez 35' Gary Medel 38' | goals        | 66' Felipe Caicedo |
| Jorge Sampaoli | bondscoach   | Reinaldo Rueda |
| Claudio Bravo Mauricio Isla Marcos González Eugenio Mena Marcelo Díaz Charles Aránguiz 76' Arturo Vidal Gary Medel Jorge Valdivia 89' Eduardo Vargas 86' Alexis Sánchez                                | opstellingen | Alexander Domínguez Frickson Erazo Jorge Guagua Segundo Castillo Walter Ayoví 72' Enner Valencia Luis Antonio Valencia Christian Noboa 84' Jefferson Montero Juan Carlos Paredes 89' Felipe Caicedo |
| Matías Fernández 76' Jean Beausejour 86' Mauricio Pinilla 89' Cristopher Toselli Johnny Herrera José Rojas Gonzalo Jara Francisco Silva David Pizarro Felipe Gutiérrez Humberto Suazo Junior Fernandes | wissels      | 72' Jaime Ayoví 84' Fidel Martínez 89' Renato Ibarra Máximo Banguera Gabriel Corozo Luis Checa Oscar Bagüí Junior Sornoza Luis Saritama Edison Méndez Álex Bolaños                                  |
| Alexis Sánchez 34' Charles Aránguiz 70' | gele kaarten | 36' Frickson Erazo 40' Luis Antonio Valencia 83' Jaime Ayoví |
| - Beide landen geplaatst voor Wereldkampioenschap voetbal 2014 in Brazilië. |              | |

### 48ste ontmoeting
| Copa América 2015 (Santiago, Chili, 11 juni 2015): |              | |
| Chili | 2 – 0        | Ecuador |
| Arturo Vidal 67' (pen.) Eduardo Vargas 84' | goals        | |
| Jorge Sampaoli | bondscoach   | Gustavo Quinteros |
| Claudio Bravo Mauricio Isla Gary Medel Gonzalo Jara Eugenio Mena Charles Aránguiz 85' Marcelo Díaz Arturo Vidal Jorge Valdivia 68' Jean Beausejour 46' Alexis Sánchez | opstellingen | Alexander Domínguez Juan Carlos Paredes Gabriel Achilier Frickson Erazo Walter Ayoví Christian Noboa 68' Osbaldo Lastra 80' Fidel Martínez Miller Bolaños Jefferson Montero Enner Valencia |
| Eduardo Vargas 46' Matías Fernández 68' David Pizarro 85' | wissels      | 68' Pedro Quiñónez 80' Renato Ibarra |
| Gonzalo Jara 33' | gele kaarten | 24' Fidel Martínez 42' Osbaldo Lastra |
| Matías Fernández 74', 90' | rode kaarten | |

### 49ste ontmoeting
| WK 2018 kwalificatie (Quito, Ecuador, 6 oktober 2016): |              | |
| Ecuador | 3 – 0        | Chili |
| Antonio Valencia 19' Cristian Ramírez 23' Felipe Caicedo 46' | goals        | |
| Gustavo Quinteros | bondscoach   | Juan Antonio Pizzi |
| Esteban Dreer Cristian Ramírez Juan Paredes Arturo Mina Antonio Valencia Jefferson Orejuela Christian Noboa Fidel Martínez 89' Luis Caicedo Enner Valencia 82' Felipe Caicedo 51' | opstellingen | Claudio Bravo Enzo Roco Eugenio Mena Gonzalo Jara Mauricio Isla Arturo Vidal Pablo Hernández 50' Marcelo Díaz Charles Aránguiz 74' Eduardo Vargas Alexis Sánchez                                 |
| Renato Ibarra 51' Jaime Ayoví 82' Juan Cazares 89' Alexander Domínguez Librado Azcona Mario Pineida Frickson Erazo Darío Aimar Walter Ayoví Matías Oyola Ángel Mena Carlos Gruezo | wissels      | 50' Nicolás Castillo 74' Junior Fernandes Cristopher Toselli Johnny Herrera Leonardo Valencia Óscar Opazo Paulo Díaz Miiko Albornoz Erick Pulgar Jorge Valdivia Felipe Gutiérrez Jean Beausejour |
| Cristian Ramírez 87' | gele kaarten | 16' Claudio Bravo |